# Karl Weinmann (Musikpädagoge)
Karl Weinmann (* 22. Dezember 1873 in Vohenstrauß; † 26. September 1929 in Pielenhofen) war ein deutscher katholischer Theologe und Musikforscher. Er war Schüler der Dompräbende und Kirchenmusikschule in Regensburg, wurde Musikpräfekt der Dompräbende und später Magister choralis im theologischen Konvikt in Innsbruck.

## Leben
Karl Weinmann wurde im oberpfälzischen Vohenstrauß geboren. Er besuchte die Gymnasien in Amberg und Regensburg, wo er Singknabe im Domchor war. Nach dem Abitur begann er ein Studium der Philosophie am Lyzeum in Regensburg, zugleich war er Präfekt in der Dompräbende und besuchte die Kirchenmusikschule. Ab 1895 führte er seine theologischen Studien in Innsbruck weiter. Der Regens des dortigen Priesterseminars übertrug ihm die Aufgabe eines Magister choralis, seine Mitstudenten wählten ihn zum Gesangs- und Orchesterdirigenten. Am 4. Juni 1899 empfing Karl Weinmann in Berlin die Priesterweihe und wurde 1904 in Freiburg mit der Arbeit Das Hymnarium Parisiense zum Dr. phil. promoviert. Nach kurzer seelsorgerischer Tätigkeit übernahm er als Nachfolger von Michael Haller das Amt des Stiftskapellmeister an der Kollegiatkirche der Alten Kapelle in Regensburg und wurde 1908 von Bischof Anton von Henle zum Domvikar ernannt. 1909 wurde er Leiter der bischöflichen Bibliothek, die er für die Öffentlichkeit zugänglich machte, und 1910 Direktor der Kirchenmusikschule, an der er Musikgeschichte und Ästhetik lehrte. Seit 1926 war Weinmann Generalpräses des Allgemeinen Deutschen Cäcilienvereins. 1928 wurde er zum Ehrendomherrn von Palestrina ernannt. Weinmann war Herausgeber des Kirchenmusikalischen Jahrbuchs, der Musica sacra und der Sammlung Kirchenmusik. Nach seinem Tod wurde Carl Thiel Nachfolger als Direktor der Kirchenmusikschule.

## Werke
- Geschichte der Kirchenmusik. Verlag der Jos. Kösel’schen Buchhandlung, Kempten und München 1906 (Sammlung Kösel 6).
- Geschichte der Kirchenmusik mit besonderer Berücksichtigung der kirchenmusikalischen Restauration im 19. Jahrhundert. 2. verb. u. verm. Auflage. Verlag der Jos. Kösel’schen Buchhandlung, Kempten und München 1913 (Sammlung Kösel 64–65).
- Karl Proske der Restaurator der klassischen Kirchenmusik vom Herausgeber [i. e. Karl Weinmann.] Regensburg, Rom, New York & Cincinnati 1909, Druck und Verlag von Friedrich Pustet (=Sammlung Kirchenmusik, herausgegeben von Dr. Karl Weinmann, 1).
- Die Sonntagsvesper und Komplet. Auszug aus der Editio Vaticana mit Choralnoten, Violinschlüssel, geeigneter Transposition, Übersetzung der Texte und Rubriken und skizzierter Orgelbegleitung herausgegeben von Prof. Dr. Karl Weinmann, Direktor der Kirchenmusikschule Regensburg, Generalpräses des Allgemeinen Cäcilienvereins. 2. Auflage Friedrich Pustet, Regensburg 1928.
- Johannes Tinctoris (1445 - 1511) und sein unbekannter Traktat "De inventione et usu musicae". Historisch-kritische Untersuchung. Schneider, Tutzing 1961. Digitalisat